# Maj-Britt Wiggh
Maj-Britt Wiggh, född 16 mars 1952 i Hammarby församling i Upplands-Väsby, är en svensk författare. Hon har arbetat inom ett flertal yrken, bl.a. postsorterare, periodvis också mentalsköterska inom psykvården, där hon har en utbildning.
Maj-Britt Wiggh har varit kursansvarig för Skrivarlinjen på Ölands folkhögskola. Sedan 1992 har hon undervisat på Skrivarakademin som numera ingår i Folkuniversitetet.